# متعدد الشعب التماسكي
متعدد الشعب التماسُكي هو مفهوم رياضي يظهر في فرع الهندسة التفاضلية والطوبولوجيا، ويُستخدم لوصف متعددات الشعب (Manifolds) التي تمتلك بنية داخلية تُمكِّن من تعريف متّسق لمفاهيم مثل التماسك والتمايز والانحناء على امتدادها.

## التعريف
يُقال عن متعدد الشعب M أنه تماسُكي (Cohesive) إذا:
- كان قابلًا للتفاضل من رتبة كافية (عادة من الدرجة C∞ أو Ck لبعض k≥1)،
- وكانت له بنية طوبولوجية متصلة بطريقة تُحافظ على تماسك التحولات بين الفضاءات المنسوبة محليًا إلى الفضاء الإقليدي.

بمعنى آخر، التماسك هنا يشير إلى الترابط والتحويل السلس بين الأجزاء المحلية لمتعدد الشعب بحيث لا توجد انفصالات أو "ثغرات" غير متوافقة في بنية الفضاء.

## الاستخدامات
يُستخدم مفهوم متعدد الشعب التماسُكي في عدّة مجالات:
- الفيزياء النظرية: لوصف الفضاءات الزمنية-المكانية التي تفترض استمرارية وتماسكًا في البنية الهندسية.
- الهندسة الريمانية: حيث يُبنى الاتصال التماسي والتقوّس على فرضيات عن التماسك بين الجداول المحلية.
- الأنظمة الديناميكية: لتحليل سلوك النظم التي تتحرك في فضاءات منسجمة داخليًا.

## الفرق بين "تماسُكي" و"متصل"
رغم أن المصطلحين يُستخدمان أحيانًا بشكل متقارب، إلا أن:
- "التماسُك" يشير إلى انتظام الانتقالات والتراكيب على مستوى البنية التفاضلية،
- بينما "الاتصال" (Connectedness) يشير إلى خواص طوبولوجية بحتة تتعلق بعدم وجود فواصل بين الأجزاء.

## أمثلة
- الكرة S2 هي مثال على متعدد شعب تماسكِي: يمكن تغطيتها بأنظمة إحداثيات محلية تتغير بسلاسة فيما بينها.
- الفضاء الإقليدي Rn هو متعدد شعب تماسكِي بديهياً